# 阿达河畔卡诺尼卡
阿达河畔卡诺尼卡（義大利語：Canonica d'Adda）是意大利贝加莫省的一个市镇。总面积3.17平方公里，人口4421人，人口密度1394.6人/平方公里（2009年）。国家统计（ISTAT）代码为016049。